# Wewnątrzwspólnotowa dostawa towarów
Wewnątrzwspólnotowa dostawa towarów (WDT) – wywóz towarów z terytorium Polski na terytorium innego państwa członkowskiego Unii Europejskiej (w wykonaniu czynności określonych w art. 7, z zastrzeżeniem ust. 2–8).
Wewnątrzwspólnotowa dostawa towarów odnosi się do przepisu z ust. 1 i stosowana jest pod warunkiem, iż nabywcą towarów jest:
1. podatnik podatku od wartości dodanej zidentyfikowanym na potrzeby transakcji wewnątrzwspólnotowych na terytorium państwa członkowskiego innym niż terytorium kraju;
2. osobą prawną niebędącą podatnikiem podatku od wartości dodanej, która jest zidentyfikowana na potrzeby transakcji wewnątrzwspólnotowych na terytorium państwa członkowskiego innym niż terytorium kraju;
3. podatnikiem podatku od wartości dodanej lub osobą prawną niebędącą podatnikiem podatku od wartości dodanej, działającymi w takim charakterze na terytorium państwa członkowskiego innym niż terytorium kraju, niewymienionymi w pkt 1 i 2, jeżeli przedmiotem dostawy są wyroby akcyzowe, które, zgodnie z przepisami o podatku akcyzowym, są objęte procedurą zawieszenia poboru akcyzy lub procedurą przemieszczania wyrobów akcyzowych z zapłaconą akcyzą;
4. podmiotem innym niż wymienione w pkt 1 i 2, działającym (zamieszkującym) w innym niż Rzeczpospolita Polska państwie członkowskim, jeżeli przedmiotem dostawy są nowe środki transportu.

Za wewnątrzwspólnotową dostawę towarów uznaje się również przemieszczenie przez podatnika (o którym mowa w art. 15), lub na jego rzecz towarów należących do jego przedsiębiorstwa z terytorium kraju na terytorium państwa członkowskiego inne niż terytorium kraju, które zostały przez tego podatnika na terytorium kraju w ramach prowadzonego przez niego przedsiębiorstwa wytworzone, wydobyte, nabyte, w tym również w ramach wewnątrzwspólnotowego nabycia towarów, albo sprowadzone na terytorium kraju w ramach importu towarów, jeżeli mają służyć działalności gospodarczej podatnika.

## Stawka VAT – opodatkowanie
Dostawy wewnątrzwspólnotowe podlegają opodatkowaniu według stawki 0% podatku VAT, pod warunkiem że:
1. podatnik dokonał dostawy na rzecz nabywcy posiadającego właściwy i ważny numer identyfikacyjny dla transakcji wewnątrzwspólnotowych, nadany przez państwo członkowskie właściwe dla nabywcy, zawierający dwuliterowy kod stosowany dla podatku od wartości dodanej;
2. podatnik przed upływem terminu do złożenia deklaracji podatkowej za dany okres rozliczeniowy, posiada w swojej dokumentacji dowody, że towary będące przedmiotem wewnątrzwspólnotowej dostawy zostały wywiezione z terytorium kraju i dostarczone do nabywcy na terytorium państwa członkowskiego inne niż terytorium kraju;
3. podatnik, składając deklarację podatkową, w której wykazuje tę dostawę towarów, jest zarejestrowany jako podatnik VAT UE.

Zastosowanie tej stawki wiąże się ze spełnieniem wymogów dotyczących udokumentowania transakcji, wywozu towaru i jego odbioru na terytorium innego państwa członkowskiego za pomocą dowodów o których mowa w ust. 1 pkt 2:
1. dokumenty przewozowe otrzymane od przewoźnika (spedytora) odpowiedzialnego za wywóz towarów z terytorium kraju, z których jednoznacznie wynika, że towary zostały dostarczone do miejsca ich przeznaczenia na terytorium państwa członkowskiego inne niż terytorium kraju – w przypadku gdy przewóz towarów jest zlecany przewoźnikowi (spedytorowi),
2. specyfikacja poszczególnych sztuk ładunku.

W przypadku braku dokumentów lub, gdy dokumenty te łącznie nie potwierdzają dostarczenia towarów będących przedmiotem wewnątrzwspólnotowej dostawy towarów do nabywcy znajdującego się na terytorium państwa członkowskiego innym niż terytorium kraju – dostawę traktuje się jak krajową.

## Wyłączenia
Za wewnątrzwspólnotową dostawę towarów nie uznaje się dostawy towarów, o których mowa w art. 83 ust. 1 pkt 1, 3, 6, 10 i 18 ustawy o VAT (np. dostawa statków, samolotów, towarów dla celów remontów tych jednostek oraz towarów dla celów dostaw na tych jednostkach), oraz towarów opodatkowanych według zasad określonych w art. 120 ust. 4 i 5 (np. opodatkowanie na zasadach marży).
Za wewnątrzwspólnotową dostawę towarów nie uznaje się również przemieszczenia towarów, w przypadku gdy:
- towary są instalowane lub montowane, z próbnym uruchomieniem lub bez niego, dla których miejscem dostawy jest terytorium państwa członkowskiego inne niż terytorium kraju, jeżeli towary te są przemieszczane przez tego podatnika dokonującego ich dostawy lub na jego rzecz (oznacza to, że przemieszczenie dokonane przez nabywcę lub na jego rzecz i przeprowadzenie montażu lub instalacji może być uznane za WDT);
- przemieszczenie towarów następuje w ramach sprzedaży wysyłkowej z terytorium kraju;
- towary są przemieszczane na pokładach statków, samolotów lub pociągów w trakcie transportu pasażerskiego wykonywanego na terytorium Unii Europejskiej z przeznaczeniem dokonania ich dostawy przez tego podatnika na pokładach tych pojazdów;
- towary mają być przedmiotem eksportu towarów przez tego podatnika;
- towary mają być przedmiotem wewnątrzwspólnotowej dostawy towarów, dokonanej przez tego podatnika, jeżeli przemieszczenie towarów następuje na terytorium państwa członkowskiego inne niż terytorium tego państwa członkowskiego, do którego dokonywana jest ta wewnątrzwspólnotowa dostawa towarów (wydanie w celu dokonania w przyszłości WDT z innego kraju wspólnoty);
- towary mają być przedmiotem wykonanych na terytorium państwa członkowskiego innym niż terytorium kraju na rzecz tego podatnika usług polegających na ich wycenie lub wykonaniu na nich prac, pod warunkiem że towary po wykonaniu tych usług zostaną z powrotem przemieszczone na terytorium kraju;
- towary mają być czasowo używane na terytorium państwa członkowskiego innym niż terytorium kraju, w celu świadczenia usług przez podatnika posiadającego siedzibę działalności gospodarczej na terytorium kraju, który przemieścił lub na rzecz którego przemieszczono te towary;
- towary mają być czasowo używane przez tego podatnika na terytorium państwa członkowskiego innym niż terytorium kraju, nie dłużej jednak niż przez 24 miesiące, pod warunkiem że import takich towarów z terytorium państwa trzeciego z uwagi na ich przywóz czasowy byłby zwolniony od cła;
- przemieszczeniu podlega gaz w systemie gazowym, energia elektryczna w systemie elektroenergetycznym, energia cieplna lub chłodnicza przez sieci dystrybucji energii cieplnej lub chłodniczej.